# Biastes emarginatus
Biastes emarginatus (лат.) — вид пчёл-кукушек из рода Biastes семейства Apidae.
Длина тела около 7—8 мм. Голова, грудь и брюшко чёрные, нежно пунктированные, у самок брюшко — коричневато-красноватое. Тело слабоопушенное. На тергитах брюшка белые войлочные пятна. Жвалы зазубренные. У самцов и самок усики 12-члениковые. Переднее крыло с 2 радиомедиальными ячейками.Клептопаразиты пчёл рода Rophites (Rophites algirus и Rophites quinquespinosus), в гнёзда которых откладывают свои яйца. Как и другие пчёлы-кукушки, не обладают приспособлениями для опыления и сбора пыльцы (нет корзиночек на ногах, модифицированных волосков на теле и т. д.).
Вид был впервые описан в 1853 году в составе рода Phileremus немецким энтомологом Адольфом Шенком. Встречается в центральной и восточной Европе (Австрия, Венгрия, Германия, Испания, Италия, Польша, Россия, Румыния, Словакия, Словения, Франция, Чехия, Швейцария).